# Helge Nielsen
 Der er flere personer med dette navn, se Helge Nielsen (flertydig).
Hans Karl Helge Nielsen (født 12. oktober 1918 i København, død 11. december 1991) var en dansk politiker (Socialdemokratiet) og minister.
Helge Nielsen var søn af arsenalarbejder Johan Georg Nielsen (død 1962) og hustru Sofie Pouline f. Poulsen (død 1968). Han var på Borup Højskole 1936-39 og Arbejderskolen 1946-49, bogholderieksamen 1942 og blev udlært handskemager. Nielsen blev hovedkasserer i Handskemagerforbundet og arbejdsløshedskassen 1946, forretningsfører 1951-56, sekretær i Arbejderbevægelsens Informations Central 1956 og forretningsfører 1964-71.
I 1960 kom han i Folketinget for Socialdemokratiet, hvor han sad indtil 1973. Han var sekretær for folketingsgruppen 1965-71, sekretær i Folketinget 1966-71, medlem af Nordisk Råd 1966-68 og af Folketingets Finansudvalg 1968-70.
Han var:
- Boligminister i Regeringen Jens Otto Krag III fra 11. oktober 1971 til 5. oktober 1972.
- Boligminister i Regeringen Anker Jørgensen I fra 5. oktober 1972 til 27. september 1973.
- Miljøminister i Regeringen Anker Jørgensen I fra 27. september 1973 til 6. december 1973.
- Bolig- og miljøminister i Regeringen Anker Jørgensen II fra 13. februar 1975 til 26. januar 1977.

Efter sin ministertid blev han direktør for Byfornyelsesselskabet Danmark, som stod for meget af byfornyelsen i Danmark i 1980'erne.
Han var tillige medlem af bestyrelsen i Handskemagerforbundet 1942, formand for Nordisk Handskemagerarbejder Union 1950-60, stifter af og formand for A/S Minerva Skindhandsker 1953. Lærer ved Arbejderskolen i arbejdsret og fagforeningskundskab 1956-71, formand for Socialdemokratisk forening for 12. kreds 1959-71, medlem af Socialdemokratiets boligudvalg, formand for Nørrebros Lokalråd 1967-71, for sygekassen Grøndal 1964-71 og medlem af bestyrelsen for plejehjemmet Stærebo fra 1970.

## Udgivelser
- En by i forandring – byfornyelse gennem 50 år, Byfornyelsesselskaberne København og Danmark, København 1987. ISBN 87-87526-94-8.